# نوررنگ‌بری
نوررنگ‌بری (به انگلیسی: photobleaching) نابودی نورشیمیایی فلوئورسازه است.